# Chelodina reimanni
Chelodina reimanni là một loài rùa trong họ Chelidae. Loài này được Philippen & Grossmann mô tả khoa học đầu tiên năm 1990.

## Hình ảnh